# Antiche unità di misura del circondario di Caltagirone
Sono qui riportate le conversioni tra le antiche unità di misura in uso nel circondario di Caltagirone e il sistema metrico decimale, così come stabilite ufficialmente nel 1877; non si riportano le unità di misura e di peso stabilite con la riforma del 1809, rese uniformi nell'intero Regno di Sicilia.
Nonostante l'apparente precisione nelle tavole, in molti casi è necessario considerare che i campioni utilizzati erano di fattura approssimativa o discordanti tra loro.

## Misure di lunghezza
Nel 1877 sono indicate in uso solo le unità ufficiali del 1809.

## Misure di superficie
Nel 1877, oltre alle unità ufficiali del 1809, sono indicate in uso alcune misure abusive.
| Comuni                                                                                  | Denominazione | Valore   | Unità |
| --------------------------------------------------------------------------------------- | ------------- | -------- | ----- |
| Caltagirone, Rammacca, S. Michele di Ganzaria                                           | Salma         | 35741,37 | m²    |
| Caltagirone, Rammacca, S. Michele di Ganzaria                                           | Tomolo        | 2233,84  | m²    |
| Grammichele, Licodia, Mineo, Mirabella Imbaccari, Palagonia, Raddusa, San Cono, Vizzini | Salma         | 34297,43 | m²    |
| Grammichele, Licodia, Mineo, Mirabella Imbaccari, Palagonia, Raddusa, San Cono, Vizzini | Tomolo        | 2143,59  | m²    |
| Militello in Val di Catania                                                             | Salma         | 34290,10 | m²    |
| Militello in Val di Catania                                                             | Tomolo        | 2143,13  | m²    |

La salma abusiva si divide in 16 tomoli.
Il tomolo di Caltagirone è di 512 canne quadrate abolite di Caltagirone.
Il tomolo di Grammichele è di 512 canne quadrate abolite di Palermo.
Il tomolo di Militello ha per lato la corda di canne 22 e palmi 5 aboliti di Palermo.

## Misure di volume
Nel 1877 sono indicate in uso solo le unità ufficiali del 1809.

## Misure di capacità per gli aridi
Nel 1877, oltre alle unità ufficiali del 1809, sono indicate in uso alcune misure abusive.
| Comuni         | Denominazione               | Valore   | Unità |
| -------------- | --------------------------- | -------- | ----- |
| Tutti i comuni | Salma per frumenti e legumi | 343,8611 | L     |
| Grammichele    | Salma per legumi            | 392,2165 | L     |

La salma per frumenti e legumi è di 20 tomoli rasi.
La salma per legumi di Grammichele è di tomoli rasi 22.3.1.

## Misure di capacità per i liquidi
Nel 1877, oltre alle unità ufficiali del 1809, sono indicate in uso alcune misure abusive.
| Comuni                                                           | Denominazione   | Valore   | Unità |
| ---------------------------------------------------------------- | --------------- | -------- | ----- |
| Caltagirone, Palagonia, Ramacca, S. Michele di Ganzaria, Vizzini | Salma           | 275,0888 | L     |
| Grammichele                                                      | Salma per mosto | 206,3166 | L     |
| Grammichele                                                      | Salma per vino  | 171,9305 | L     |
| Mineo                                                            | Salma per mosto | 206,3166 | L     |
| Mineo                                                            | Salma per vino  | 275,0888 | L     |
| Militello in Val di Catania                                      | Salma per mosto | 137,5444 | L     |
| Militello in Val di Catania                                      | Salma per vino  | 119,2052 | L     |
| Mirabella Imbaccasi, Santo Cono, Raddusa                         | Salma per mosto | 123,7900 | L     |
| Mirabella Imbaccasi, Santo Cono, Raddusa                         | Salma per vino  | 110,0355 | L     |
| Licodia                                                          | Salma per mosto | 357,6155 | L     |
| Licodia                                                          | Salma per vino  | 343,8611 | L     |

Il barile legale si divide in 2 quartare, la quartara in 20 quartucci, il quartuccio in 2 caraffe, la caraffa in 2 bicchieri.
Otto barili fanno la salma.
Quattro salme fanno la botte.
La salma di Caltagirone si divide in 16 quartare, la quartara in 20 quartucci legali.
La salma per mosto di Grammichele si divide in 24 mezzarole, la salma per vino in 20 mezzarole, la mezzarola o quartara in 10 quartucci legali.
La salma per mosto di Mineo si divide in 24 mezzarole, la mezzarola in 10 quartucci legali, la salma per vino si divide in 16 quartare, la quartara per vino in 20 quartucci legali.
La salma per mosto di Militello e la salma per vino si dividono in 8 quartare. La quartara per mosto si divide in 20 quartucci legali; la quartara per vino in quartucci legali 17 1/3.
La salma per mosto di Mirabella si divide in 9 quartare, la salma per vino in 8 quartare. La quartara in 16 quartucci legali.
La salma per mosto e la salma per vino di Licodia si dividono in 16 quartare. La quartara per mosto si divide in 26 quartucci legali; la quartara per vino in 25 quartucci legali.
| Comuni | Denominazione                      | Valore    | Unità |
| --- | ---------------------------------- | --------- | ----- |
| Caltagirone, Licodia, Mineo, Militello in Val di Catania, Mirabella Imbaccari, Palagonia, Raddusa, S. Michele di Ganzaria, Santo Cono, Vizzini | Cafiso di rotoli 20 = 15,868 kg    | 17,193053 | L     |
| Grammichele, Ramacca | Cafiso di rotoli 12 1/2 = 9,918 kg | 10,745658 | L     |

## Pesi
Nel 1877, oltre alle unità ufficiali del 1809, sono indicate in uso alcune misure abusive.
| Comuni         | Denominazione            | Valore    | Unità |
| -------------- | ------------------------ | --------- | ----- |
| Tutti i comuni | Rotolo                   | 793,420   | g     |
| Tutti i comuni | Oncia alla sottile       | 26,447333 | g     |
| Tutti i comuni | Trappeso per gli orefici | 0,881578  | g     |

Il rotolo legale si divide in 30 once alla sottile.
La libbra si divide in 12 once alla sottile, l'oncia in 4 quarte, la quarta in 2 dramme, la dramma in 3 scrupoli, lo scrupolo in 20 cocci, il coccio in 8 ottavi.
Cento rotoli fanno il cantaro.
La libbra mercantile serve pure per gli usi farmaceutici.
Gli orefici dividono la libbra in 12 once, l'oncia in 30 trappesi, il trappeso in 16 cocci o denari.

## Territorio
Nel 1874 nel circondario di Caltagirone erano presenti 12 comuni divisi in 9 mandamenti.
- Caltagirone • Caltagirone
- Grammichele • Grammichele
- Licodia Eubea • Licodia Eubea
- Militello in Val di Catania • Militello in Val di Catania
- Mineo • Mineo
- Mirabella Imbaccari • Mirabella Imbaccari, San Cono, San Michele di Ganzaria
- Palagonia • Palagonia
- Ramacca • Raddusa, Ramacca
- Vizzini • Vizzini